# 楊方亨
楊 方亨（よう ほうこう、生没年不詳）は、明代の官僚。文禄の役（万暦朝鮮の役/壬申倭乱）の講和使節として渡日した。

## 生涯
万暦23年（1595年）五軍営右副将署都督僉事だった楊方亨は、文禄の役の講和のために豊臣秀吉を日本国王に冊封する冊封副使として正使の李宗城とともに日本へ派遣されることになった。1月30日に北京を発った使節は、4月に朝鮮の首都・漢城に到着。次いで10月に釜山の日本陣営に入り、日本軍の撤兵を待った。万暦24年（1596年）4月、「秀吉が来日した冊封使を不当に抑留しようとしている」という風聞を信じた宗城が逐電した。方亨は動揺する日本軍を宥めつつ本国に事の次第を報告し、翌月に方亨は正使に昇格、副使には既に日本側と交渉を重ねていた沈惟敬を改めて任じた。
6月、冊封使は小西行長とともに釜山を出発して日本へと渡った。8月29日に大坂に到着した冊封使は、9月1日に大坂城で秀吉と対面して冊封の勅諭を下した。翌日には秀吉の饗応を受けている。しかし朝鮮での和睦交渉は秀吉・明国それぞれの意向をそれぞれへ伏せたまま行われており、明側が示した講和条件は秀吉の要望を無視したものだった。これを知った秀吉は態度を硬化させて冊封使に帰国を命じ、また謝恩表も作成しなかった。9月9日、堺より帰国の途に就く。11月に「秀吉が冊封を受けた」と偽って本国に速報を届け、12月に釜山へと入り、そこで越年した。
万暦25年（1597年）1月には兵部への報告と偽作した秀吉の謝恩表を北京へ送信した。しかし2月には慶長の役が起こり、朝鮮王朝からも和睦が破綻していることと既に開戦していることが明国へと伝えられた。そのため帰朝した方亨は捕らえられ尋問を受けることとなった。方亨は明朝には伏せられていた秀吉の要望を含めた交渉の顛末を白状し、その責任は沈惟敬にあると訴えた。このため惟敬は罪を問われて逃亡し、方亨は和睦を主導していた兵部尚書・石星とともに下獄した。